# 科略塔山 (尤拉克馬爾卡區)
8°48′15″S 77°38′58″W / 8.80417°S 77.64944°W
科略塔山（Collota），是秘魯的山峰，位於該國北部安卡什大區，由瓦伊拉斯省的尤拉克馬爾卡區負責管轄，屬於布蘭卡山脈的一部分，海拔高度4,716米。